# Step Up: All In
Step Up: All In ist ein Tanzfilm aus dem Jahr 2014 von Regisseur Trish Sie mit Ryan Guzman, Briana Evigan und Adam G. Sevani in den Hauptrollen und der fünfte Film der Step-Up-Reihe.

## Handlung
„The Vortex“ nennt sich der TV-Battle eines Musiksenders, bei dem die besten Crews aus der ganzen Welt gegeneinander antreten. Der „ultimative Preis“ ist ein Dreijahresvertrag im Hotel Caesars Palace in Las Vegas, in dem auch der Wettbewerb stattfindet.
Nachdem Seans Crew „The Mob“ (von Step Up: Miami Heat) sich nach seinem großen Nike-Deal in Los Angeles von einer erfolglosen Audition zur nächsten durchschlägt, geben alle Crewmitglieder bis auf Sean auf. Er bleibt alleine in L.A. und versucht, den großen Durchbruch zu erzielen. Dabei entdeckt er eine Vortex-Werbung im Internet. Aber Sean hat noch immer keine Crew, mit der er antreten könnte.
Doch glücklicherweise kann er Moose kontaktieren und stellt mit ihm eine neue Crew mit den „besten Tänzern der Welt“ zusammen: LMNTRIX. Ihre Bewerbung wird angenommen und so reist LMNTRIX nach Las Vegas ins Caesars. Aber dort wartet eine große Überraschung auf die neue Crew: ihre neuen Rivalen The Grim Knights, welche The Mob bereits einen Job weggenommen haben, sowie The Mob treten ebenfalls bei The Vortex an.
In der ersten Runde kommen LMNTRIX, The Grim Knights, The Mob und eine weitere Crew namens Divine Intention weiter und müssen in der zweiten Runde in jeweils einem K.O.-Battle gegeneinander antreten. Dabei wird Divine Intention von den Grim Knights besiegt und The Mob verliert gegen LMNTRIX.
Bei der kleinen Crew-Feier von Sean und seinen Freunden entdecken Chad und Kido, dass Alexxa Brava, die Veranstalterin von The Vortex, den Wettbewerb inszeniert hat und The Grim Knights von Anfang an gewinnen sollten.
Nach dieser Nachricht wollen LMNTRIX erst aufgeben, aber stattdessen entwickeln sie eine neue Choreografie für das Finale, in welcher auch The Mob und ein Mitglied von Divine Intention mittanzen. Die Zuschauer sind begeistert und LMNTRIX gewinnen den eigentlich inszenierten Wettbewerb und erhalten einen Dreijahresvertrag im Caesars Palace.

## Kritiken
„Dieser fünfte Part der Reihe macht bei weitem nicht so viel Spaß wie das letzte Abenteuer in Miami. Die Dialoge sind noch ermüdender und sogar die Tanzszenen selbst sehen dieses Mal paradoxerweise weniger innovativ aus.“ – The-Guardian-Online-Filmdatenbank

## Soundtrack
Der Soundtrack erschien am 8. August 2014 und umfasst 13 Titel. Manche Titel wurden von den Darstellern selbst produziert und gesungen.
1. Revolution – Diplo feat. Faustix & Imanos and Kai
2. My Homies Still – Lil Wayne feat. Big Sean
3. Do it – Pitbull feat. Mayer Hawthorne
4. I Won't Let You Down (Shockbit Remix) – OK Go
5. Delirious (Boneless) – Steve Aoki, Chris Lake & Tujamo feat. Kid Ink
6. How You Do That – B.o.B
7. Lapdance – N.E.R.D. feat. Lee Harvey & Vita
8. Every little Step – Bobby Brown
9. Rage the Night Away – Steve Aoki feat. Waka Flocka Flame
10. Demons – Zeds Dead
11. Hands Up (Yellow Claw Remix) – Dirtcaps
12. Turn it Up – Celestina & Bianca Raquel
13. Squeeze Me – Kraak & Smaak feat. Ben Westbeech